# Miguel Ángel Bastenier Martínez
Miguel Ángel Bastenier Martínez (Barcelona, setembre de 1940 – Madrid, 28 d'abril de 2017) va ser un periodista i historiador hispanocolombià. De pare d'origen belga i mare espanyola, va néixer a Barcelona i va rebre la nacionalitat colombiana d'Álvaro Uribe el 2003. Es va llicenciar en dret (1962) i història (1975) per la Universitat Central de Barcelona, llicenciat en llengua i literatura anglesa per la Universitat de Cambridge i graduat en periodisme per l'Escola Oficial de Periodisme de Madrid (1961). Va ser director del desaparegut diari Tele/eXpres (1977 – 1979) i sotsdirector d'El Periódico de Catalunya (1979 – 1982). Va treballar a El País des de 1982, any en què va participar en la fundació de la seva edició per a Catalunya. A més, va exercir de professor de l'Escola de Periodisme d'El País; de la Fundació José Ortega y Gasset en història contemporània i de la Fundació Gabriel García Márquez de Cartagena de Indias. Va ser subdirector encarregat de relacions internacionals d'El País (1993 – 2006) fins que va passar a ser editorialista i columnista d'aquest diari. Va publicar nombrosos articles en la premsa europea (Libération, Le Monde, The European, Le Point, Le Soir, The Irish Times) i en la majoria dels diaris més importants d'Amèrica Llatina: El Espectador i Semana (Colòmbia), Folha de S. Paulo (Brasil), Público (Mèxic), Búsqueda (Uruguai), entre d'altres. Estava especialitzat en el conflicte araboisraelià, sobre el qual va escriure tres llibres, entre els quals destaquen La guerra de siempre (1999) i Israel Palestina. La casa de la guerra (2002). També es va interessar pels gèneres periodístics i va escriure sobre la professió un Curso de periodismo i Cómo se escribe un periódico. Va dirigir diversos llibres col·lectius, entre els quals Grandes Protagonistas del siglo XX (2000). El 2012 va rebre el premi Maria Moors Cabot per la seva destacada trajectòria i la seva contribució a millorar les relacions al continent americà, i el 2013 la Facultat de Comunicació i el Grup d'Investigació d'Història de la Universitat Autònoma de Barcelona li va atorgar el premi Ploma d'Or.

## Obres
- Palestina, el conflicto. Barcelona: ASESA, 1991.
- La Guerra de Siempre: pasado, presente y futuro del conflicto árabe-israelí. Barcelona: Península, 1999.
- Dir. de DDAA, Grandes Protagonistas del siglo XX. Madrid: Ediciones El País, 1999.
- El Blanco Móvil. Curso de Periodismo. Madrid: Ediciones El País, 2001.
- Israel-Palestina. La casa de la guerra. Madrid: Taurus, 2002.
- Cómo se escribe un periódico: el chip colonial y los medios en América Latina. Bogotá: Fundación Nuevo Periodismo Iberoamericano, 2009.
- «Epílogo» a DDAA, El momento político en América Latina. Fundación Carolina-Real Instituto El Cano.
- Amb José Luis Vidal Coy, Periodismo y censura en las guerras ultramarinas de EEUU en el siglo XX. Murcia: Universidad de Murcia, 2010.